# Gogangra viridescens
Gogangra viridescens és una espècie de peix de la família dels sisòrids i de l'ordre dels siluriformes.

## Morfologia
- Els mascles poden assolir 8,5 cm de longitud total.
- Nombre de vèrtebres: 33-34.[1][2]

## Hàbitat
És un peix d'aigua dolça i de clima tropical.

## Distribució geogràfica
Es troba a Àsia: conques dels rius Indus al Pakistan i del Ganges-Brahmaputra a l'Índia i Bangladesh. També és present al Nepal i Bhutan.